# Chalmier-Ju
Chalmier-Ju (ros. Хальмер-Ю) – wyludnione miasto na północy Rosji, w republice Komi, oddalone 70 kilometrów na północny zachód od Workuty.

## Nazwa miasta
Nazwa miasta pochodzi od rzeki o tej samej nazwie. Została ona przetłumaczona z języka nienieckiego jako „Rzeka w Dolinie Śmierci”.

## Historia
Miasto zostało założone w 1942, ponieważ były tam złoża węgla. W 1943 roku mieszkało tam 250 osób. Początkowo miasto leżało w Nienieckim Okręgu Autonomicznym, lecz zostało przeniesione do Komijskiej ASSR. Populacja wioski ciągle rosła aż osiągnęła 7 tysięcy mieszkańców. Jednak że w latach 90 złoża węgla zaczęły się wyczerpywać, a utrzymanie kopalni nie było opłacalne. Postanowiono zlikwidować miasto, początkowo mieszkańcy nie chcieli go opuszczać, ale ich wysiedlono. Miasto zostało zlikwidowane w 1995 roku.

## Źródła
1. ↑  Roman Nowikow, Долина жизни (пос. Хальмер-Ю) [Dolina żyzni (pos. Chalmier-Ju)] [online], halmer-u.narod.ru (ros.).
2. ↑  W.I. Iljin, Włast´ i ugol: szachtierskoje dwiżenije Workuty (1989 - 1998 gody), Syktywkarskij gosudarstwiennyj uniwiersitiet(inne języki), 1998 [zarchiwizowane 2014-04-15] (ros.).